# Рокенрол на черепах
«Рокенрол на черепах» — 2-й студійний альбом українського ска-панк гурту Брем Стокер.

## Список композицій
| Список композицій | Список композицій             | Список композицій |
| #                 | Назва                         | Тривалість        |
| ----------------- | ----------------------------- | ----------------- |
| 1.                | «Бісова сила»                 | 2:57              |
| 2.                | «Відчуй енергію»              | 2:33              |
| 3.                | «Наша жизнь (live) (рос.)»    | 4:30              |
| 4.                | «Рокенрол на черепах»         | 3:41              |
| 5.                | «Синя папороть»               | 3:36              |
| 6.                | «Комбайнерос»                 | 4:15              |
| 7.                | «Микола»                      | 1:50              |
| 8.                | «Скромняга (рос.)»            | 2:18              |
| 9.                | «Разбуди во мне зверя (рос.)» | 3:03              |
| 10.               | «Секс, наркотики, самогон»    | 3:25              |